# Adonisea accessa
Adonisea accessa är en fjärilsart som beskrevs av Smith 1906. Adonisea accessa ingår i släktet Adonisea och familjen nattflyn. Inga underarter finns listade i Catalogue of Life.